# Cornus kousa
Cornus kousa är en kornellväxtart. Cornus kousa ingår i släktet korneller, och familjen kornellväxter.

## Underarter
Arten delas in i följande underarter:
- C. k. chinensis
- C. k. kousa

## Användning
De unga bladen från C. kousa är ätliga såväl som de mogna bären. Det mjuka fruktköttet är sött med en smak som en mogen persimon men närvaron av hårda frön väl inbäddade i fruktköttet kan vara besvärande vid direktkonsumtion. Skalet kasseras vanligtvis eftersom det har en bitter smak även om det är ätbart. Fröna äts vanligtvis inte men kan malas till sylt och såser. 

## Bildgalleri

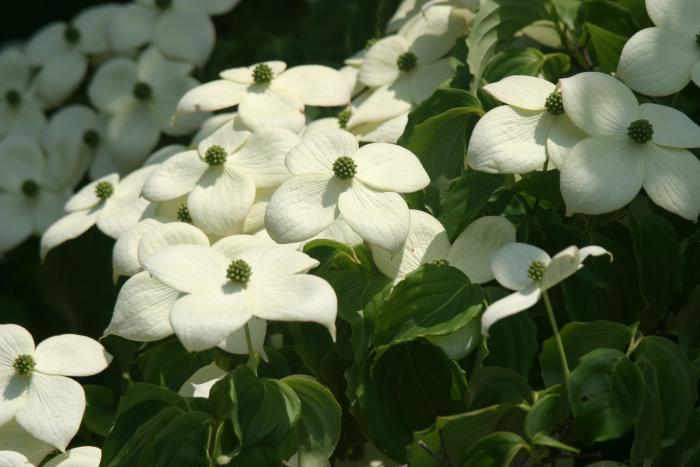
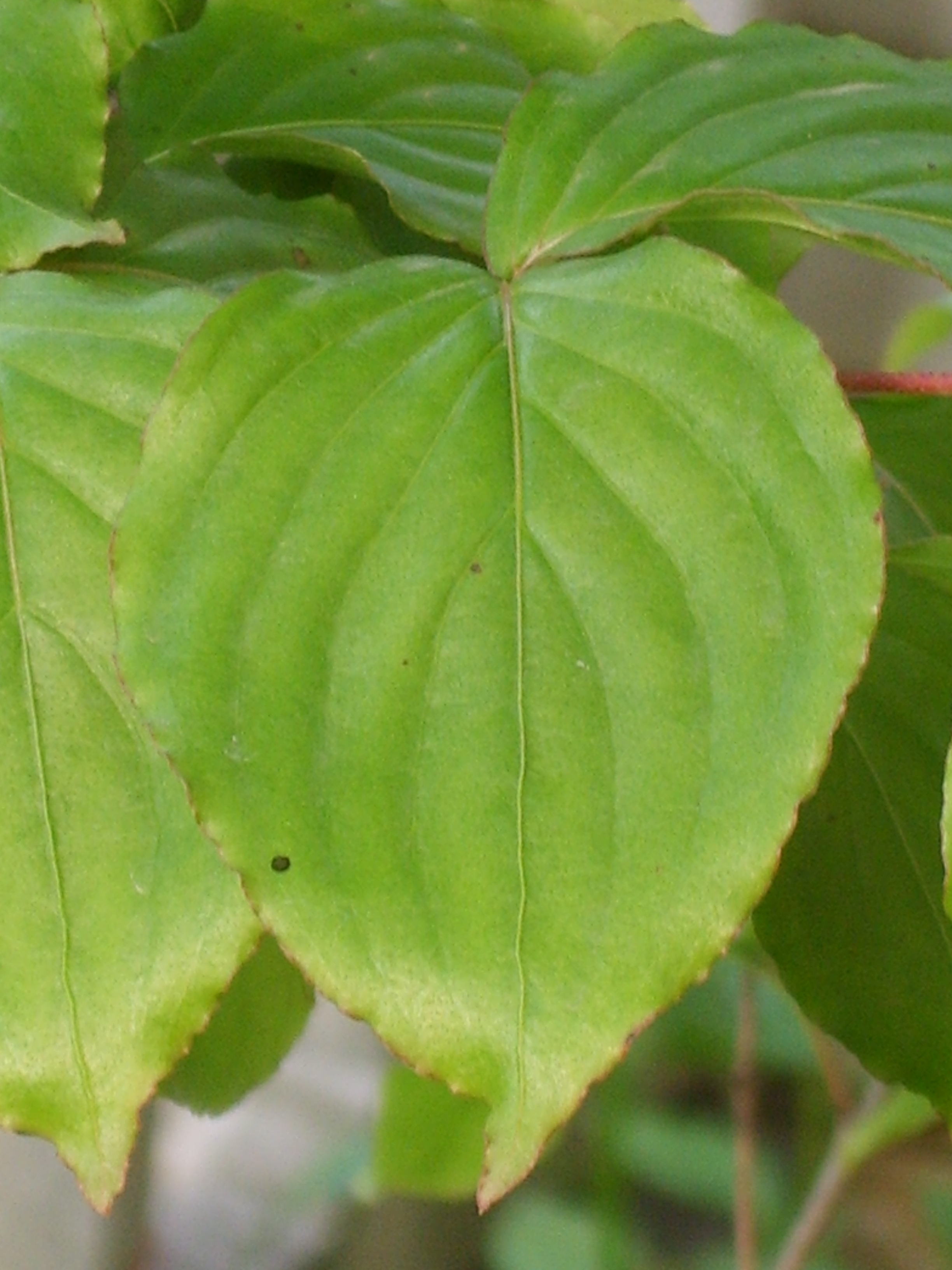
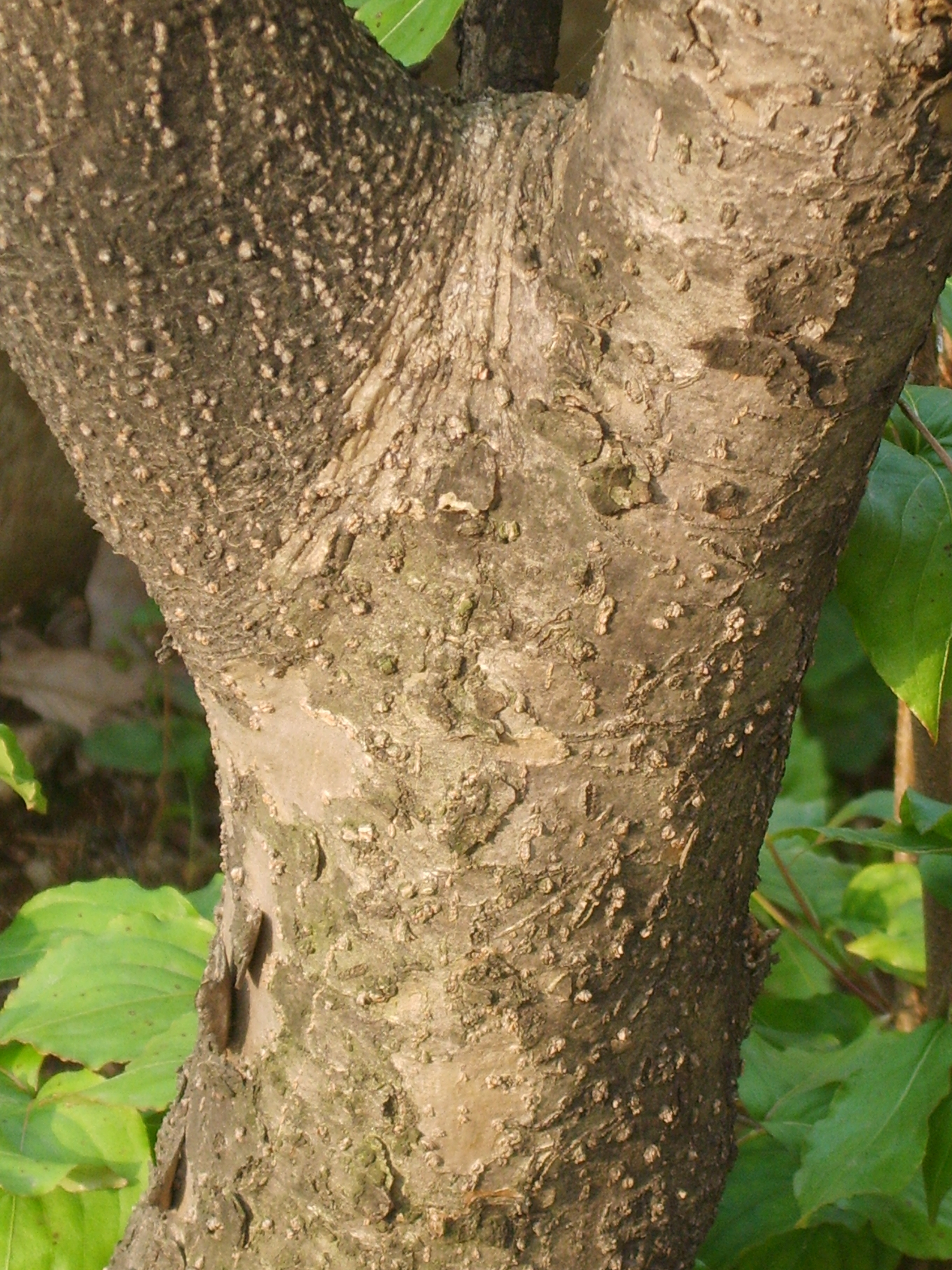
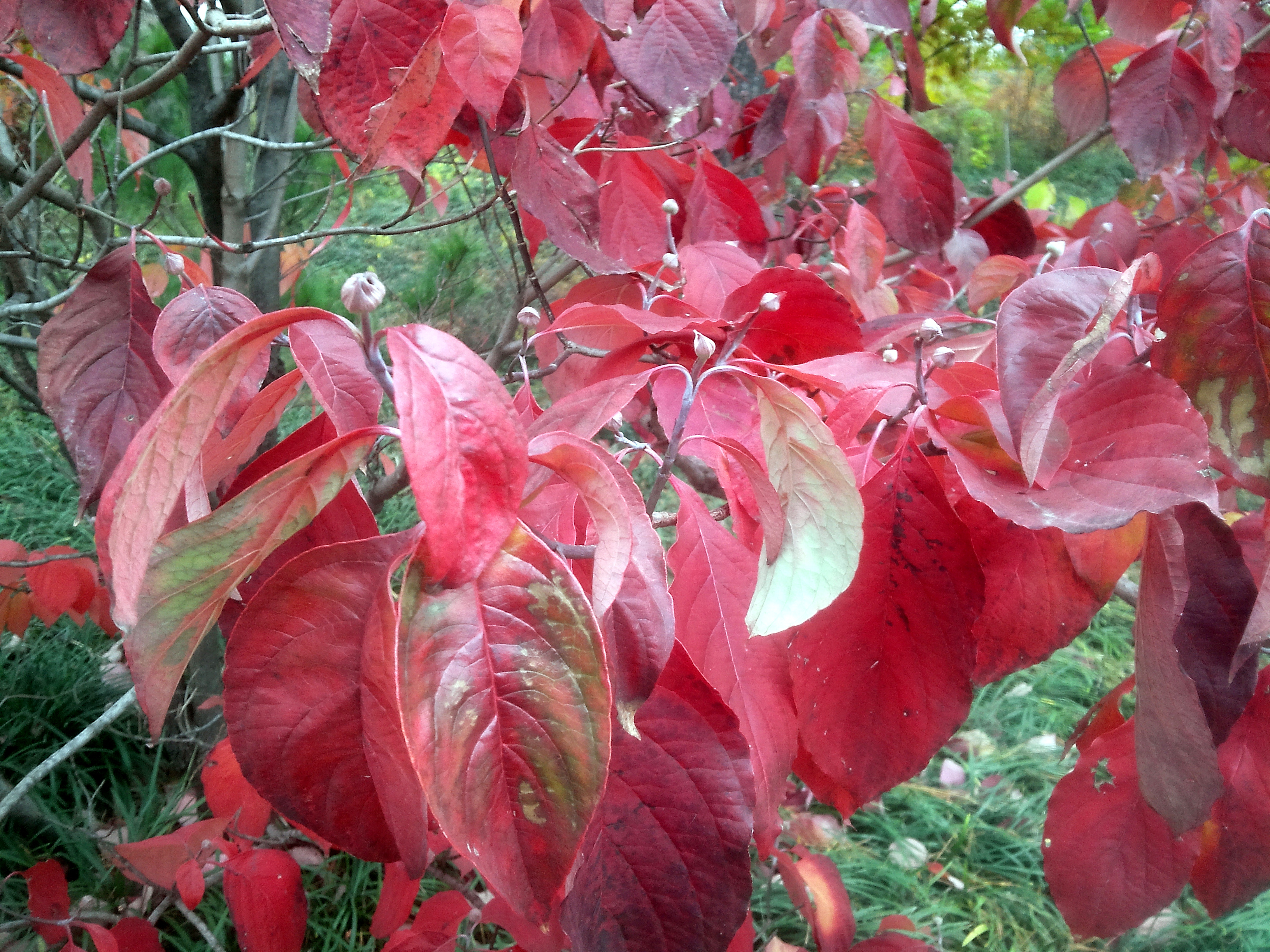
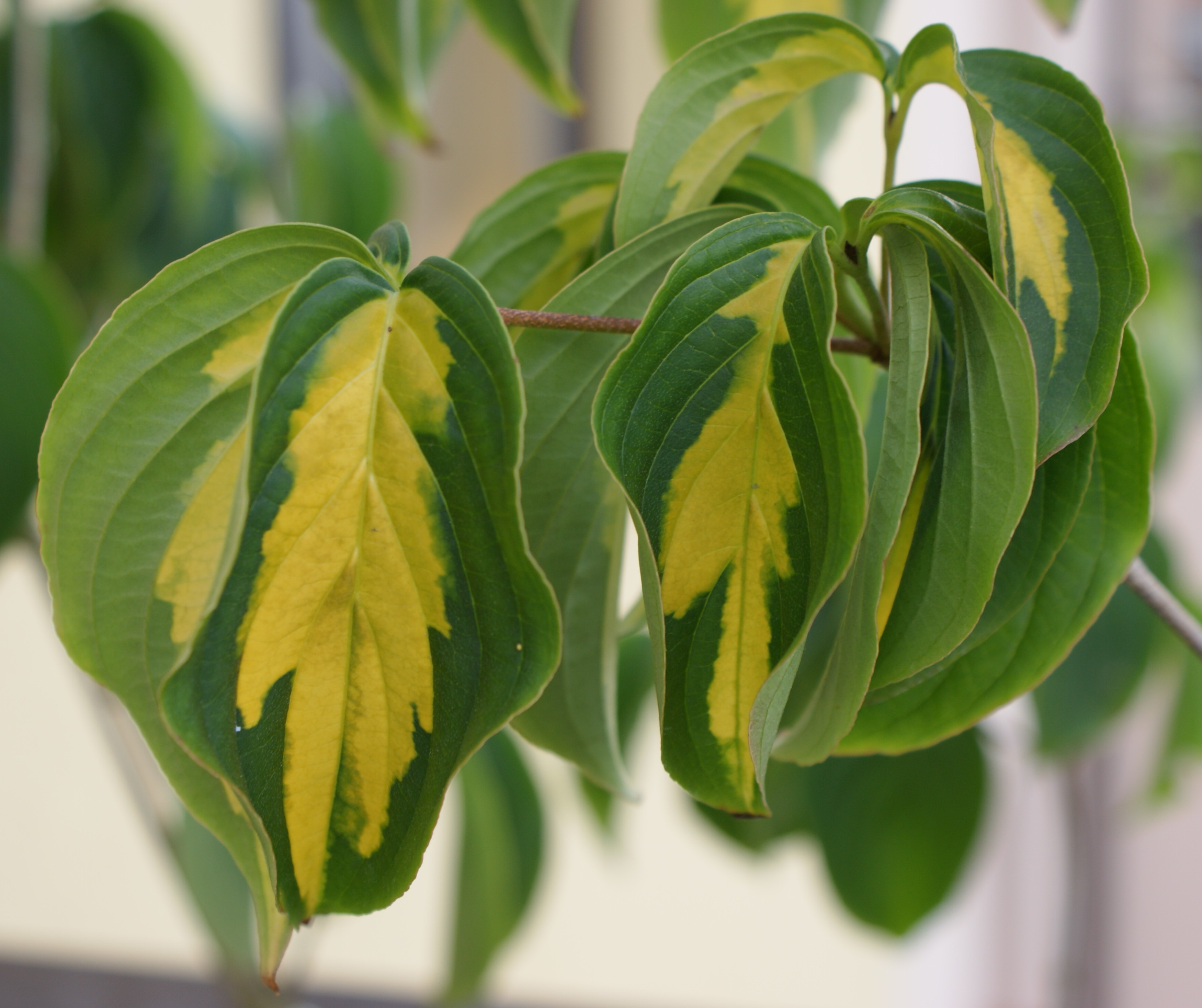
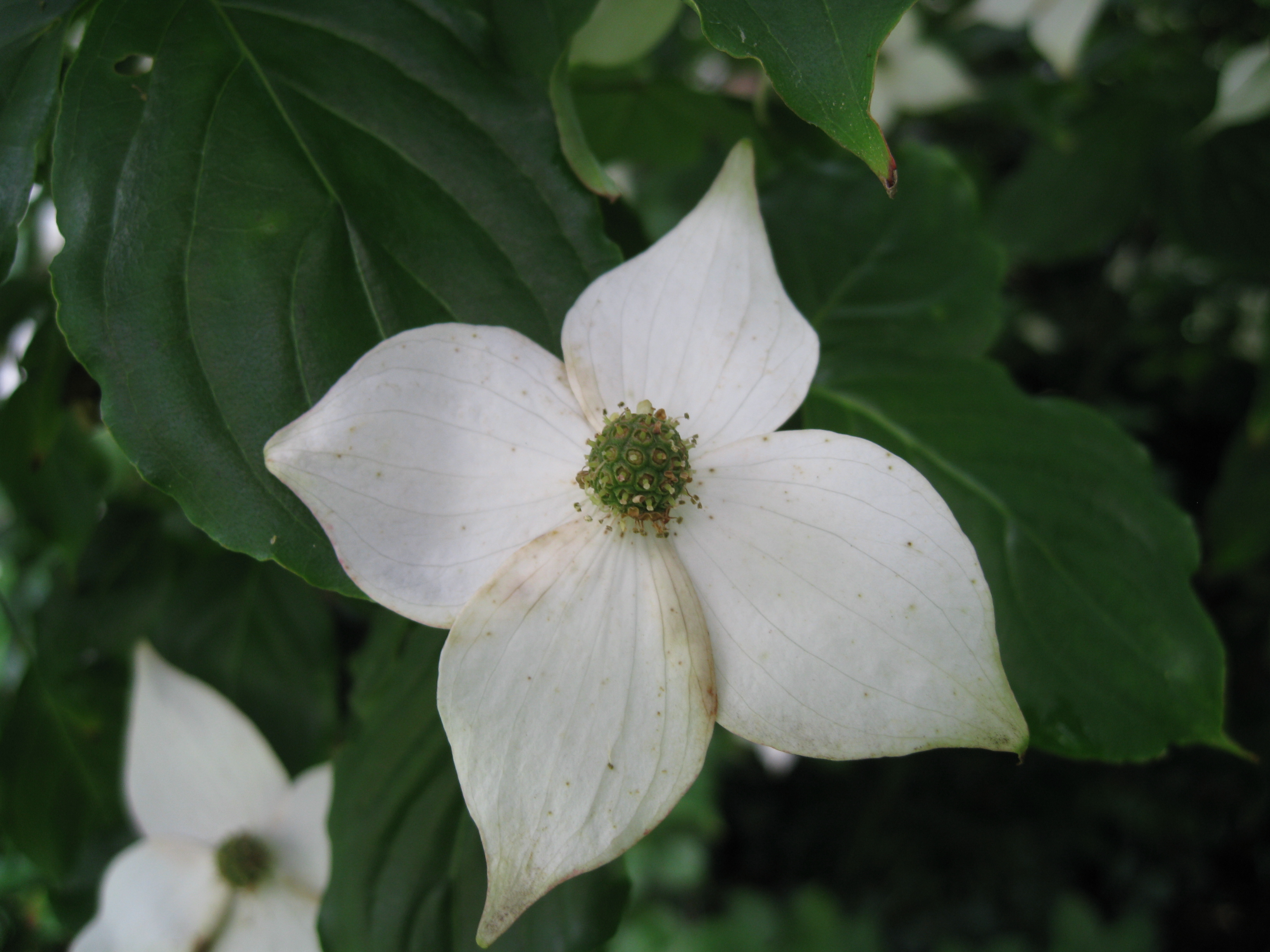